# Szabadkígyós
Szabadkígyós ist eine ungarische Gemeinde im Kreis Békéscsaba im Komitat Békés.

## Geografische Lage
Szabadkígyós liegt zehn Kilometer südlich des Komitatssitzes Békéscsaba.  Nachbargemeinden sind Újkígyos und Gyula.

## Gemeindepartnerschaft
- Kidjosch (Кідьош), Ukraine

## Sehenswürdigkeiten
- Lajos-Kossuth-Denkmal (Kossuth Lajos emlékmű)
- Naturlehrpfade Kígyósi Tanösvény und Kígyóspusztai tanösvény
- Römisch-katholische Kirche  Munkás Szent József
- Römisch-katholische Kapelle Szent Anna, erbaut 1884
- Schloss Wenckheim (Wenckheim-kastély) und Schlosspark (Kastélypark)
- Wenckheim-Czigler-Denkmal (Wenckheim-Czigler-emlékmű)

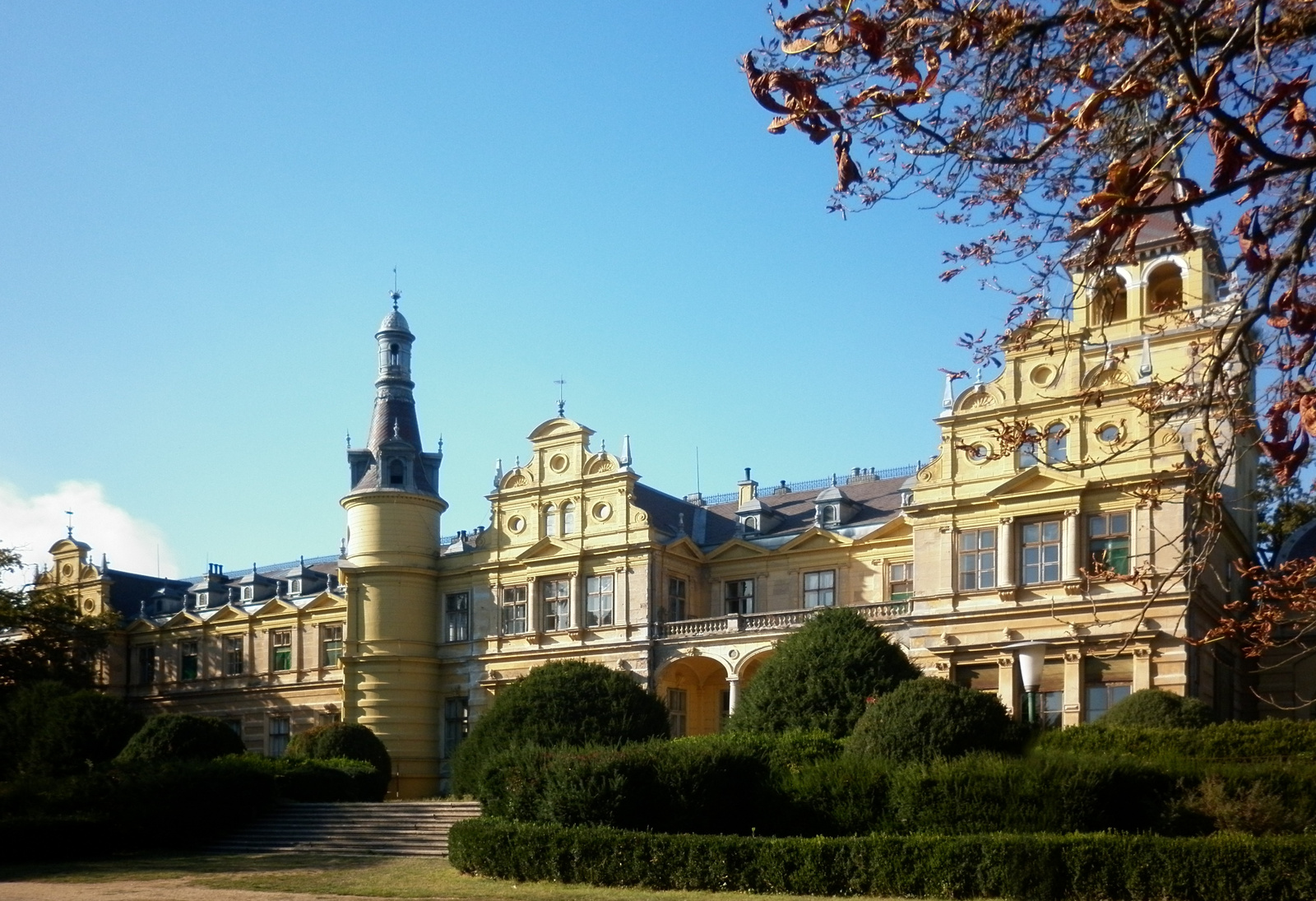
Schloss Wenckheim

## Verkehr
Durch Szabadkígyós verläuft die Landstraße Nr. 4431. Der Personenverkehr an dem östlich der Gemeinde gelegenen Bahnhof wurde im Dezember 2009 eingestellt, so dass Reisende den nächstgelegenen Bahnhof in der Stadt Békéscsaba nutzen müssen.